# Pomnik Czynu Rewolucyjnego w Sosnowcu

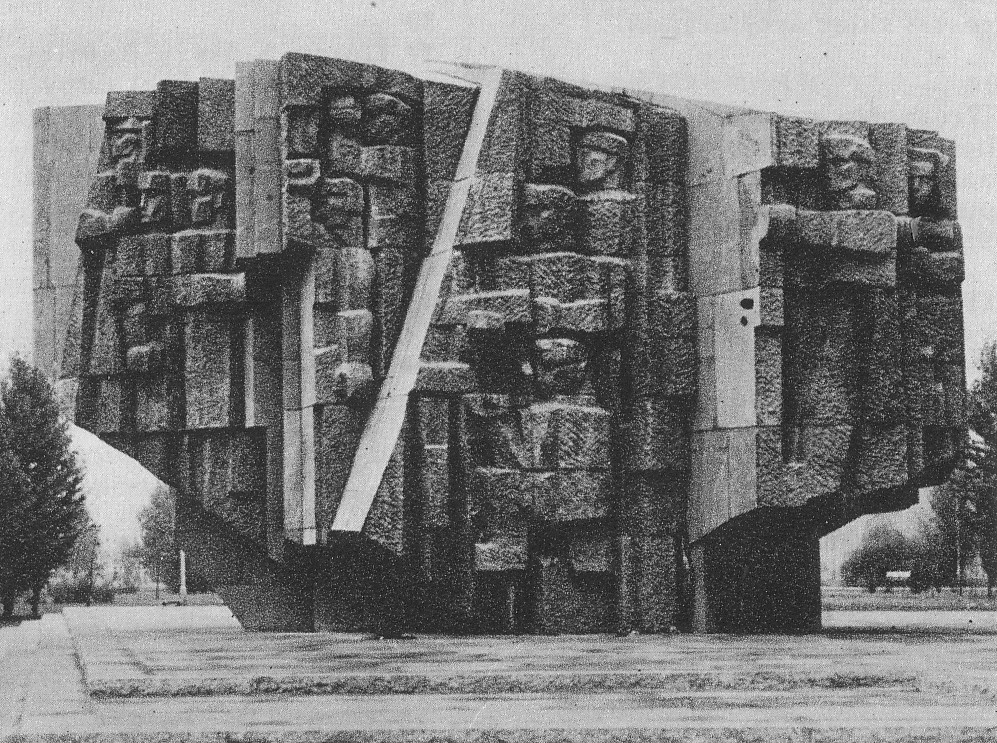
Blok z szarego sjenitu z płaskorzeźbami przedstawiającymi walkę robotników

Pomnik Czynu Rewolucyjnego w Sosnowcu – pomnik zbudowany, według projektu Heleny i Romana Husarskich oraz Witolda Cęckiewicza, w znajdującym się w sosnowieckiej dzielnicy Sielec parku Sieleckim, w 50. rocznicę Wielkiej Socjalistycznej Rewolucji Październikowej i 25. rocznicę utworzenia Polskiej Partii Robotniczej.

## Opis
W uroczystym odsłonięciu pomnika, które miało miejsce 16 września 1967 r., udział wzięli przedstawiciele najwyższych władz partyjnych i państwowych z Władysławem Gomułką na czele oraz tłumy mieszkańców województwa katowickiego. Do stolicy Zagłębia przyjechali m.in. Ryszard Strzelecki, Jerzy Ziętek, Edward Babiuch, Grzegorz Korczyński, Mieczysław Moczar i urodzony w Sosnowcu Edward Gierek.
Pomnik został wzniesiony z inicjatywy władz komunistycznych, które chciały oddać chwałę walczącym robotnikom. Jego głównym elementem była stalowa iglica o wysokości 56 metrów. Iglica symbolizowała zwycięstwo rewolucji i perspektywy dalszych jej zwycięstw. Obok ustawiono blok z szarego sjenitu, obrazujący zaciśniętą pięść robotnika. Na bryle umieszczone zostało osiem płaskorzeźb przedstawiających walkę robotników Czerwonego Zagłębia. Były to m.in. manifestacje, pochody, strajki, zbrojny opór przeciwko hitlerowskim najeźdźcom oraz górnicy i hutnicy pełniący socjalistyczną wartę. Na czaszy znicza umieszczono napis Bojownikom o Socjalizm.
Projekt monumentu został zgłoszony w konkursie na katowicki pomnik, upamiętniający powstańców śląskich, w którym zajął drugie miejsce.
W okresie Polski Ludowej zapoczątkowano tradycję organizowania pod monumentem uroczystości państwowych i miejskich. Gościli pod nim Leonid Breżniew (w 1974 r.), Fidel Castro, podczas pierwszomajowego pochodu w 1972 r., a także Mirosław Hermaszewski i Piotr Klimuk.
Sosnowiecki monument przez blisko 20 lat był symbolem i wizytówką miasta. W jego otoczeniu odbywały się coroczne pochody pierwszomajowe oraz obchody Narodowego Święta Odrodzenia Polski. Pomnik był 
żartobliwie nazywany przez mieszkańców Sosnowca „Hydraulikiem”, „Rurami” lub (od nazwiska ambasadora Polskiej Rzeczypospolitej Ludowej w Japonii), „Pomnikiem Rurarza”.
26 października 1990 r. Rada Miejska w Sosnowcu, na fali rozliczeń z PRL i Czerwonym Zagłębiem, podjęła decyzję o usunięciu pomnika. Prace demontażowe przeprowadzono w maju 1991 r.
Obecnie w miejscu pomnika Czynu Rewolucyjnego stoi pomnik „Wolność, Praca, Godność”.